# Challuayacu
Challuayacu es una localidad que pertenece al distrito de Pólvora de la provincia de Tocache, en el departamento de San Martín. Se encuentra ubicado en plena carretera Fernando Belaúnde Terry a 23 minutos de Tocache. Resaltan del lugar, la belleza natural de sus paisajes, sus animales y su gente, así como sus ríos y parajes adecuados para el turismo de aventura.
Challuayacu cuenta aproximadamente con 500 habitantes.

## Toponimia
Existen diferentes versiones sobre el origen del nombre del lugar, entre las más rescatables tenemos:
"Challua" proviene de la unión de 2 palabras quechuas. Challwa o Challway que significa pez/pescado o pescar y la palabra "Yacu" proviene de la palabra quechua Yaku que significa agua. Por tanto se puede decir que hacen referencia a la gran cantidad de pesces que existían en las aguas del río aledaño Río Challuayacu, el cual se tomó el mismo nombre para la localidad.

## Ubicación geográfica
Challuayacu está ubicado en el departamento de San Martín, Provincia de Tocache.

## Hidrografía
El eje hidrográfico principal es el río Huallaga, el cual recibe numerosos afluentes, entre los cuales:
- el Río Challuayacu: pertenece íntegramente al distrito de Pólvora.
- el Río Ayrampito: que desemboca en el río challuayacu.

## Clima
El clima de Challuayacu es tropical, cálido con una temperatura promedio anual de 18 a 40 °C y una humedad relativa de 40 %, no obstante hace un calor sorprendente.
tropical

## Festividades
- 24 de junio: Fiesta de San Juan, en la víspera bailan alrededor de fogatas con conjuntos típicos. Al amanecer hay un baile de pandillada en donde la gente baila alrededor de un árbol cargadas de regalos y que se le conoce con el nombre de "Yunsa". Durante el día la gente acude a las playas de los ríos para celebrar, organizan bailes y degustar del “Juane” a orillas de los ríos.
- 28 y 29 de julio: Fiestas Patrias del Perú.
- 15 de mayo: Aniversario de Challuayacu.

## Gastronomía
Entre los potajes tradicionales tenemos:
- Juane de gallina: Constituye un plato tradicional en las fiestas de San Juan. El juane es preparado a base de arroz, gallina, aceitunas y huevos; el cual se envuelve en una hoja llamada bijao.
- Tacacho con cecina: El tacacho, es el plátano frito y machacado con un poco de sal que se mezcla con manteca de chancho, por lo general se sirve acompañado de cecina, que es la carne de cerdo seca y ahumada.
- Patarashca: Es un plato típica de la selva. Esta comida incluye cualquier tipo de pescado de la zona, envuelto en hoja de plátano o de la planta llamada bijao, y se prepara asado, al horno o sancochado, por supuesto con condimentos.
- Pollo canga: Es pollo a la parrilla aderezada con naranja o Limón
- Inchicapi de gallina: Es una sopa preparada a base de maní molido o licuado, gallina de chacra, yuca, maíz, hoja de sacha culantro.

### Bebidas típicas
- Aguajina: refresco a base de aguaje.
- Chapo: refresco a base de plátano maduro.
- Cocona: es una fruta cítrica que crece en abundancia en nuestra selva.
- Carambola: rica en oxalato de calcio y fibra soluble.
- Masato: bebida elaborada a base de yuca, arroz, maíz o piña.

## Bebidas medicinales
- Sangre de grado: ayuda a combatir las infecciones de las úlceras internas y externas.
- Chuchuhuasi: es un antioxidante, antiviral y antialergico.
- Uña de gato: propiedades curativas y preventivas para un sinfín de dolencias y enfermedades.
- Camu camu: mejora las funciones de tu organismo y problemas en las encías.
- Siete raíces: para el tratamiento de la eyaculación precoz, impotencia sexual y ayudar a levantar el ánimo masculino.
- Ayahuasca: contiene propiedades terapéuticas y de autoconocimiento.